# Terres Cuites de Raujolles
Terres cuites de Raujolles est une entreprise française fondée dans les années 1830 spécialisée dans la fabrication de carrelage en terre cuite, de tomettes de sol, de carreaux émaillés, de faïences, de briques, de tuiles vernissées et accessoires en terre cuite à partir d'argile. C'est une entreprise du patrimoine vivant. 

## Implantation géographique

### Les contreforts du Larzac
Cette entreprise est située au pied du viaduc de Millau, à Raujolles sur la commune de Creissels dans le sud du département de l'Aveyron. La carrière et l'usine de production sont implantées sur les derniers contreforts du Larzac, sur le secteur occidental du plateau du Causse du Larzac.

### La spécificité de l'argile
La couche d'argilite, d'où est extraite la matière première pour la fabrication des terres cuites, date du Jurassique inférieur (Toarcien et Domérien). La carrière est ainsi composée de deux natures d'argiles superposées. En surface, la couche Toarcienne donnera une matière qui sera plus riche en oxyde de fer et qui rendra le produit plus rouge à la cuisson. En dessous, l'étage Domérien donnera un ton plus clair à la cuisson. Des variations de couleurs sont possibles suivant le dosage utilisé. Ce mélange de silice, de mica, de particules de fer et de soufre qui constitue cette argile, en fait une matière première particulièrement appréciée des potiers. Dans l'Antiquité, la qualité de l'argile, la présence de l'eau et les forêts qui recouvraient alors le Larzac, constituaient la combinaison idéale des trois éléments nécessaires à la production d'objets en terre cuite. On retrouve d'ailleurs la trace de cette activité sur des sites archéologiques tout près de l'actuelle briqueterie.

### Site gallo-romain
L'entreprise est située à quelques pas de la Graufesenque, qui fut un très grand centre de production de vaisselle et poteries sigillées à l'époque romaine. Ces poteries sont souvent nanties de décorations en relief ou de figurines imprimées à l'aide de moules en creux. Pendant un demi-siècle, en particulier sous le règne de Tibère, la production des potiers de la Graufesenque est expédiée dans toute la Gaule et l'Empire Romain. Sur ce site archéologique, des centaines de pots, de coupes, de vases ont été découverts. Certains sont exposés au musée de la ville de Millau.

## Histoire de l'entreprise

### XIXesiècle, origines de la briqueterie
Déjà, en 1830, nous retrouvons la trace d'un moulin sur le cadastre de Creissels, sur le site de l'actuelle usine. La famille Lauret, qui devient propriétaire en 1841 de cette parcelle de terre, fait construire un canal en 1850 pour alimenter ce moulin des eaux du ruisseau adjacent. En 1860, sous Napoléon III, est donné l'autorisation à Mr Jean Basile Lauret d'installer un four pour la briqueterie, à la condition bien spécifiée que le foyer du four ne soit pas orienté vers la route, afin de ne pas effrayer les chevaux. 
Sur ce site de Raujolles, jusqu'à la première guerre mondiale, trois activités cohabitent. Aux beaux jours, l'activité se centre sur la fabrication des tuiles et briques en utilisant la force motrice de la roue à aubes. La même roue à aubes permettra en hiver d'actionner une scierie et une meule pour moudre le grain. De père en fils, la production de briques sera une activité annexe aux travaux agricoles.

### Reprise par la famille Riviere
En 1917, la veuve de Marie Basile Lauret fils fait vente à son neveu Sylvain Riviere de la propriété rurale comprenant alors l'usine de briqueterie en ruine. 
Sylvain Riviere rencontre un artisan compagnon briquetier natif d'Albi qui lui apprend le métier. Lorsqu'il reprend cette fabrique, Sylvain essaie, avec sa femme Eugénie, de mener de front exploitation agricole et fabrique. En hiver, l'argile est extraite des champs situés sur les contreforts du Larzac et laissée de côté jusqu'aux beaux jours où elle est travaillée. La terre est alors broyée, puis pétrie grâce à la force motrice de la roue à aubes qui actionne la meule en pierre. La terre est ensuite mise à pourrir dans un bassin, comme le faisaient déjà les Romains. Elle est pétrie une autre fois puis moulée à la main pour donner forme à des briques et des tuiles. Grâce à des moules en bois, elle prend la forme d'un carreau ou d'un trapèze pour la tuile canal. Ainsi formés, les produits vont sécher à l'ombre afin qu'ils ne se fendent pas pour enfin cuire à l'automne dans le four type romain qui fonctionne à bois. Pour cuire 5000 briques, il fallait utiliser 12 stères de bois et 50 fagots. La cuisson prenait 30 à 50 heures. 
En 1925, leur fils Aurélien comprend qu'il faut se moderniser pour survivre. Il investit dans du matériel, modernise la production. Un nouveau four à flamme directe, dit four gaulois, remplace l'ancien four romain.
En 1929, la production se développe grâce à l'achat d'un chariot coupeur, de moules à chenaux et à briques. Sont alors produits des pavages en tous genres, des tuyaux pour drainage, des briques creuses, pleines, comprimées. Petit à petit, la briqueterie se remet à vivre et fournit toutes les nouvelles constructions de Millau et des alentours.

### Après guerre
Après une période moins faste pour l'entreprise, correspondant à la seconde guerre mondiale, vient le temps de la reconstruction. En 1945, on note la demande d'un crédit au ministère de l'économie nationale, conformément à la loi du 23 mars 1945. Le but est d'agrandir l'installation et de la moderniser par l'achat d'un mouilleur mélangeur, d'une nouvelle mouleuse, d'un coupeur automatique pour tuile canal et d'une filière hydraulique pour tuile canal. De plus, un four moderne pouvant cuire de 15 à 18 tonnes de produits est construit à cette époque. C'est un four à flamme renversée qui brûlait 3 tonnes de lignite à chaque cuisson de 18 tonnes de marchandise. Puis est construit un hangar de stockage qui permettra de faire sécher les briques et tuiles moulées à l'abri du gel et ainsi d'étaler la cuisson sur l'hiver. Ces tuiles canal sont commercialisées dans toute la région, de Millau à Béziers, jusqu'à Montpellier. En 1956, l'entreprise produit des briques pleines, creuses, comprimées, briques pour pavage en tout genre, tuiles vernissées et en baryte. Ces dernières permettent de produire des briques destinées à la confection de cloisons opaques aux rayons X.  

### Les années 70, une nécessaire réorientation de la production
A la fin des années 60, la brique et la tuile de construction que fabriquent les briquetiers de Raujolles ne se vend pratiquement plus. La profession subit un mouvement de concentration. Des usines équipées de moyens plus modernes prennent la place des briqueteries qui ferment une à une. En produisant en grande série, la concurrence offre un rendement et des prix bien inférieurs à ceux de ces petites entreprises locales.
En 1973, le choc pétrolier entraine une augmentation du prix de l'énergie et contribue également à l'aggravation de la situation et disparition de nombreuses petites entreprises. Claude Riviere, fils d'Aurélien Riviere reprend l'affaire et comprend qu'il est obligatoire de réorienter la production pour la survie de l'entreprise. Il va utiliser ce qui peut être considéré comme une caractéristique de l'argile extraite de leur carrière, à savoir ses irrégularités, pour en faire un produit différent de ceux de la grande production, lui donner un caractère artisanal. Il va orienter la fabrication vers des produits pour l'architecture et la décoration. Les carreaux de sol, les carreaux émaillés et les briques de parement vont désormais être les produits phares de l'entreprise.  

### Évolutions des années 80 à aujourd'hui

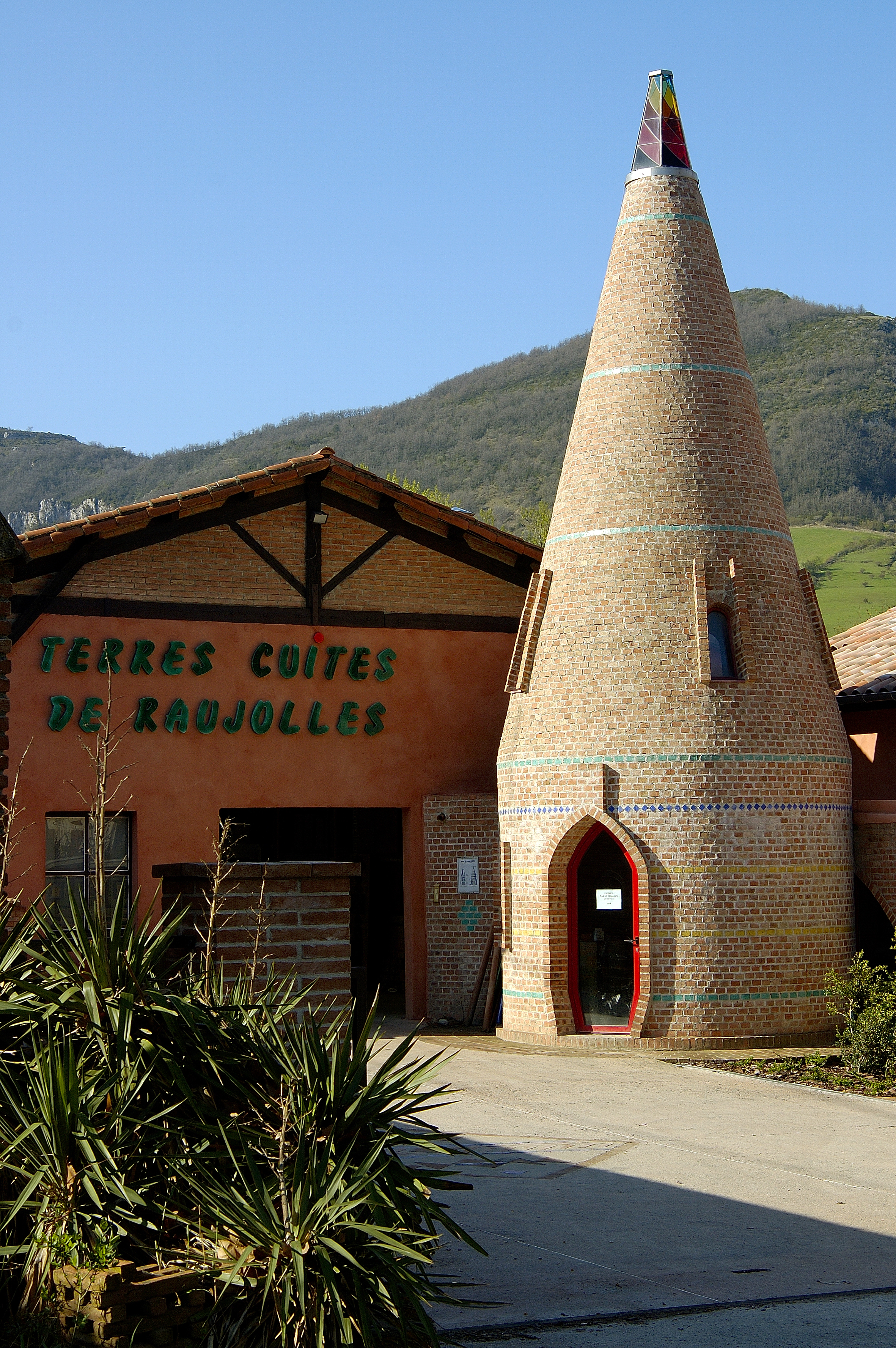
Entreprise les Terres Cuites de Raujolles

En 1981, un nouveau four vient réduire les coûts de production. Il s'agit maintenant d'un four électrique. Claude Riviere va à la rencontre des architectes pour proposer ses produits. Il va centrer la production sur des créations originales pour des projets bien spécifiques, vers la rénovation de l'habitat ancien. Pour ses réalisations et restaurations de prestigieux monuments historiques, Claude Rivière reçoit le 21 décembre 1993 des mains du Ministre de la Culture Jacques Toubon, la nomination de Chevalier de l'Ordre des Arts et des Lettres. 
Patrice Riviere, son fils, prend la direction de l'entreprise en 1999. Il continue de développer l'entreprise en se concentrant sur des réalisations de qualité pour le particulier et pour des chantiers d'exception. Le travail fait main, les produits colorés sont mis en avant. Il oriente l'entreprise sur le marché international, et développe la vente en ligne. L'entreprise obtient le label Fabriqué en Aveyron le 27 avril 2010 et celui d'Entreprise du patrimoine vivant le 12 janvier 2011. Patrice Riviere est récompensé par le ministère du travail, de l'emploi, de la formation professionnelle et du dialogue social en 2016 du grade de la Légion d'Honneur pour le rayonnement du savoir-faire français à l'étranger. 

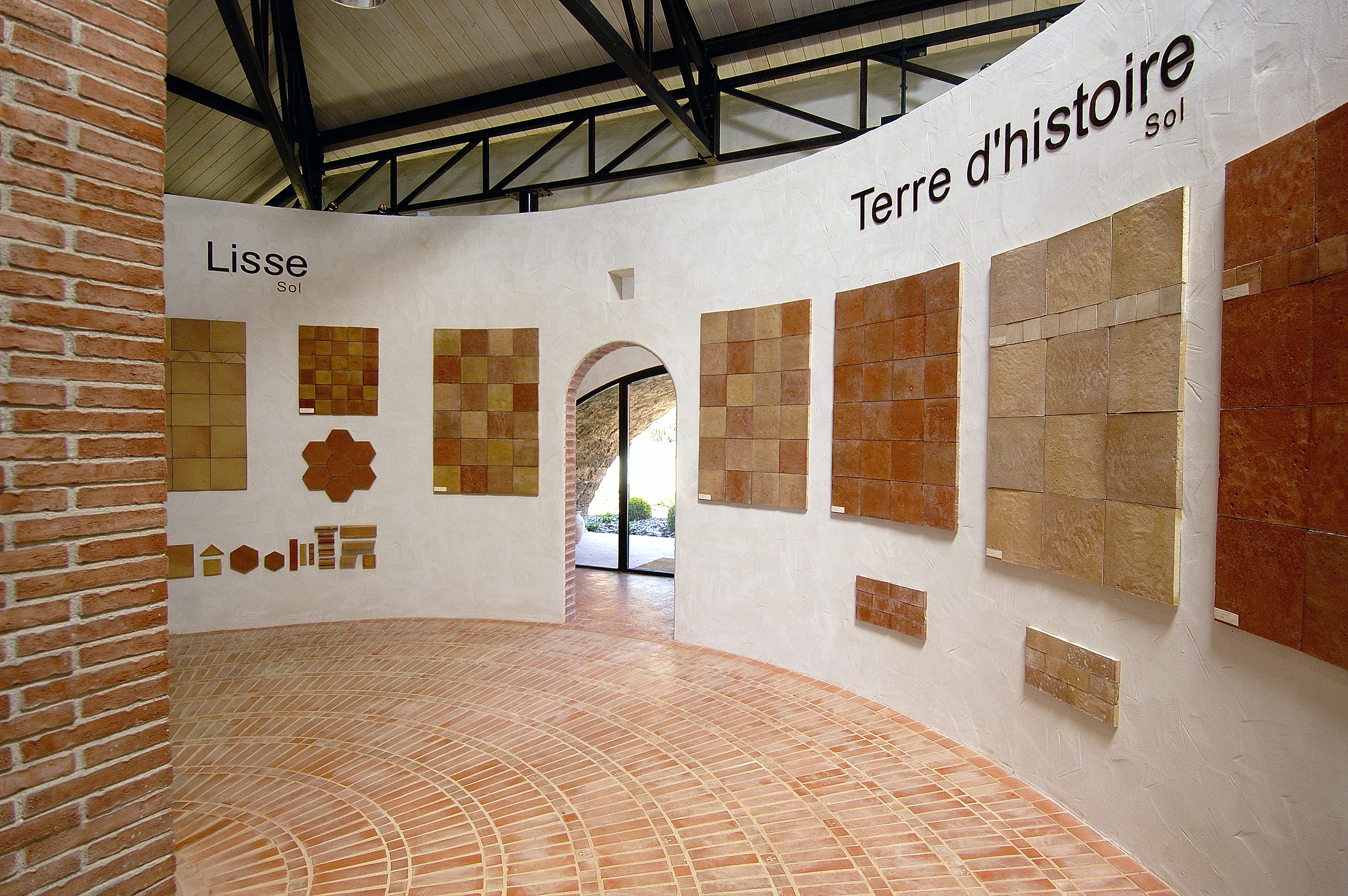
Terres cuites de sol
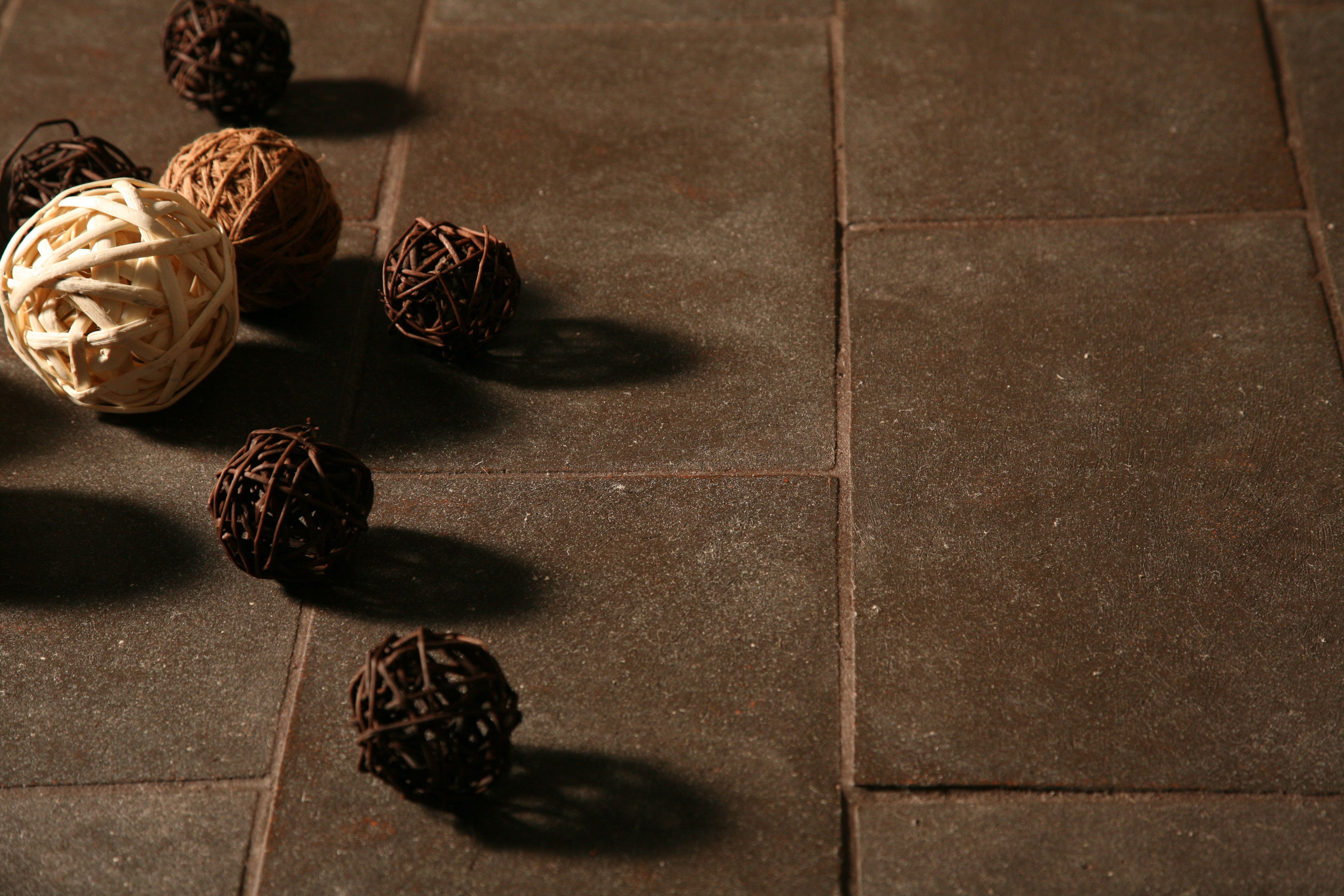
Carrelage
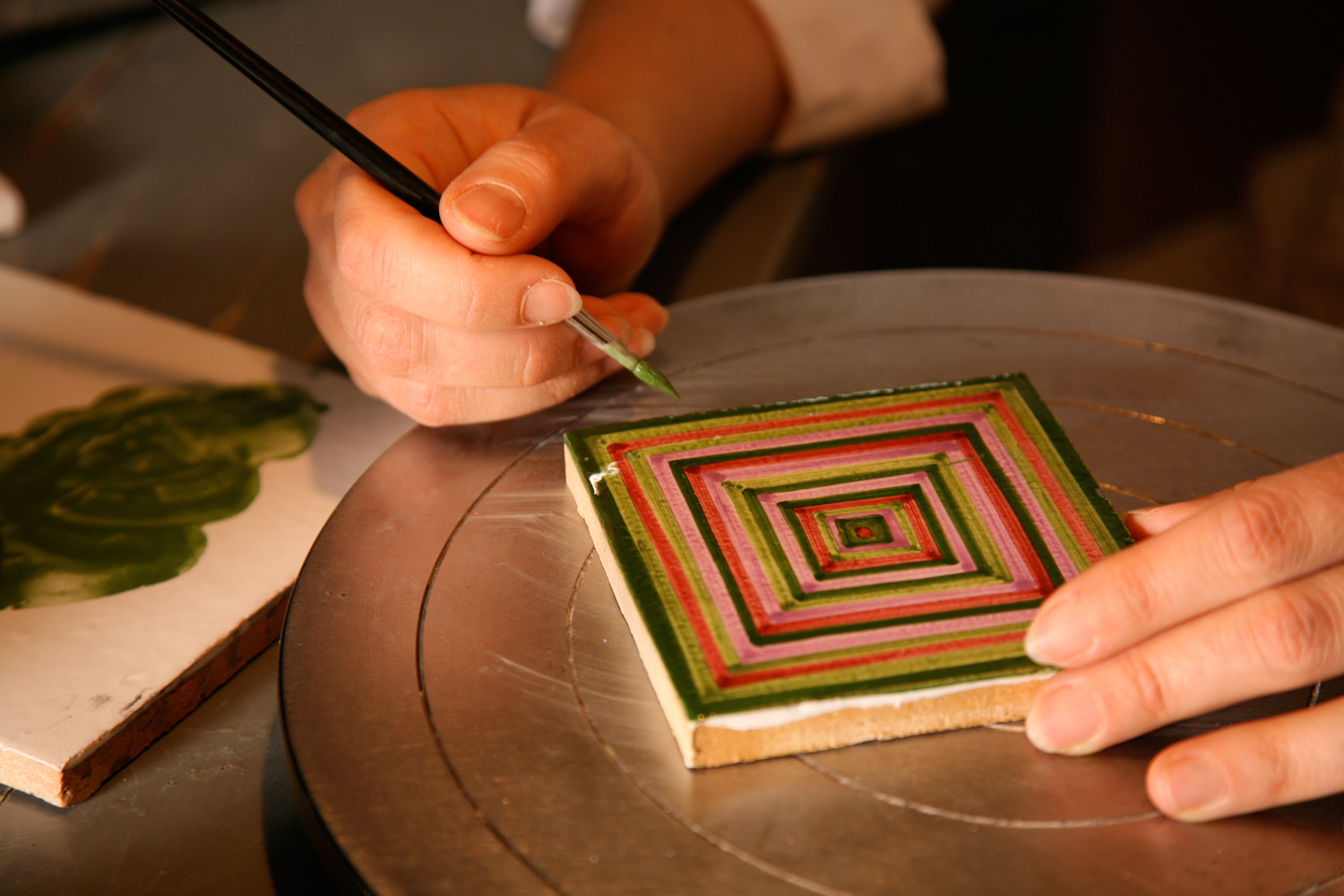
Décoré main
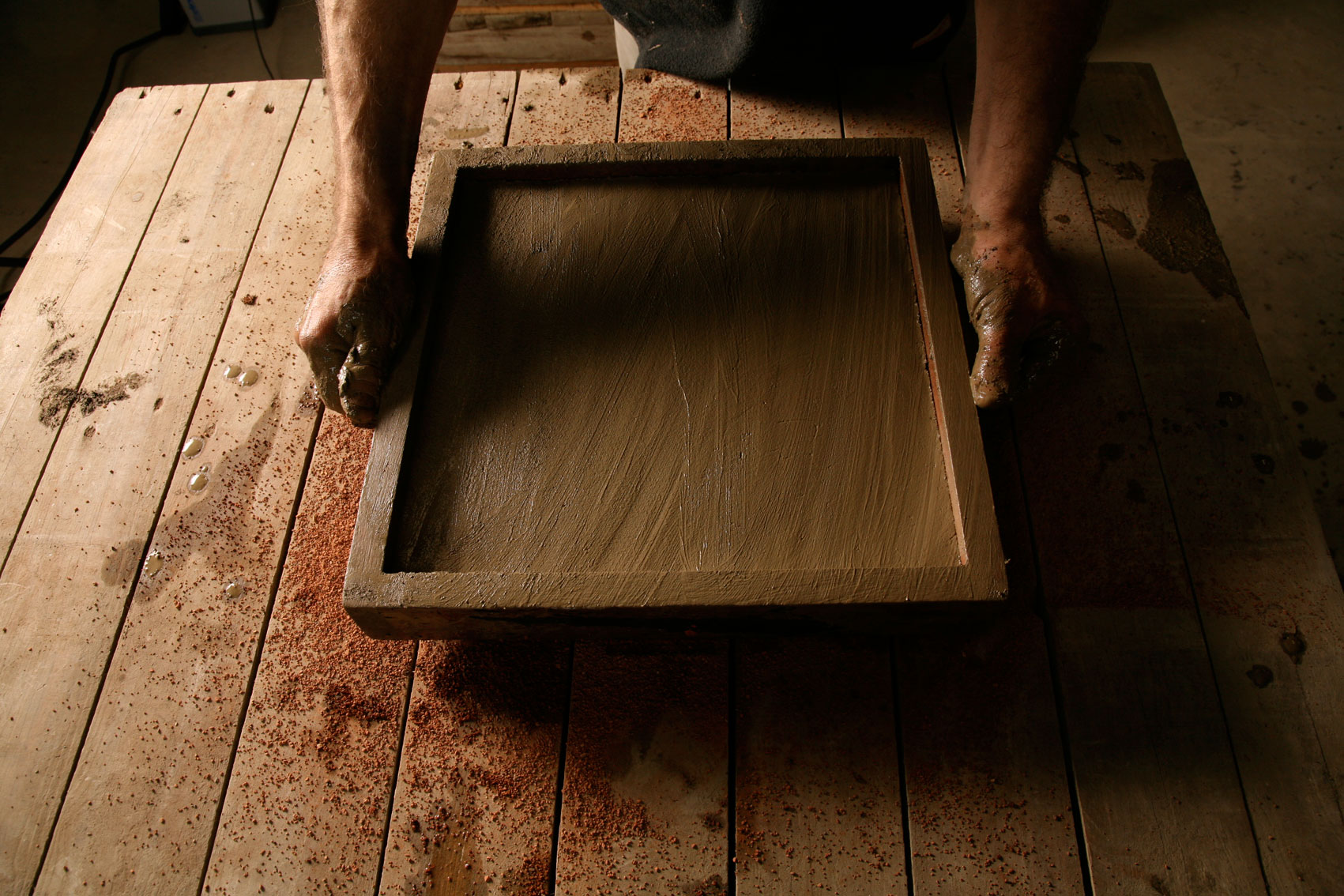
Fait main

## Réalisations
En 1989, l'architecte en chef des Monuments Historiques confie aux Terres Cuites de Raujolles le projet de reproduction manuelle de la toiture de la maison carrée de Nîmes. Aucun vestige de la toiture authentique n'ayant été retrouvé, hormis quelques antéfixes qui serviront de modèle, c'est à partir de tegulae (tuiles plates) trouvées sur le site de la Graufesenque et datant de la même époque, que Claude Riviere va proposer des prototypes. Le projet validé par le ministère de la culture, chaque pièce sera réalisée à la main. La livraison est prévue pour l'été 1991. Un autre pari naît de ce projet : l'acheminement des tuiles de Raujolles vers Nîmes à l'ancienne, comme il y a 2000 ans avec des chars à bœufs, des mulets, des chevaux. Un périple d'une semaine qui porte le nom de Via Tegulae.
Pour le Grand Musée du Louvre, les Terres Cuites de Raujolles réalisent le pavage du sol de la cour Khorsabad, avec des carreaux de terre cuite identiques à ceux du palais du roi d'Assyrie, Sargon II (702 av. J.-C.) à la demande de l'architecte Ieoh Ming Pei.
On compte entre autres dans les restaurations de Monuments Historiques :
- Les céramiques du Petit Trianon à Versailles
- Les dalles en terre cuite des galeries de l'Hôtel National des Invalides
- Le carrelage émaillé, décoré de fleurs de lys, du château de François 1er à Blois[13] où fut assassiné le duc de Guise en 1588Restauration sol en céramique Château de Blois

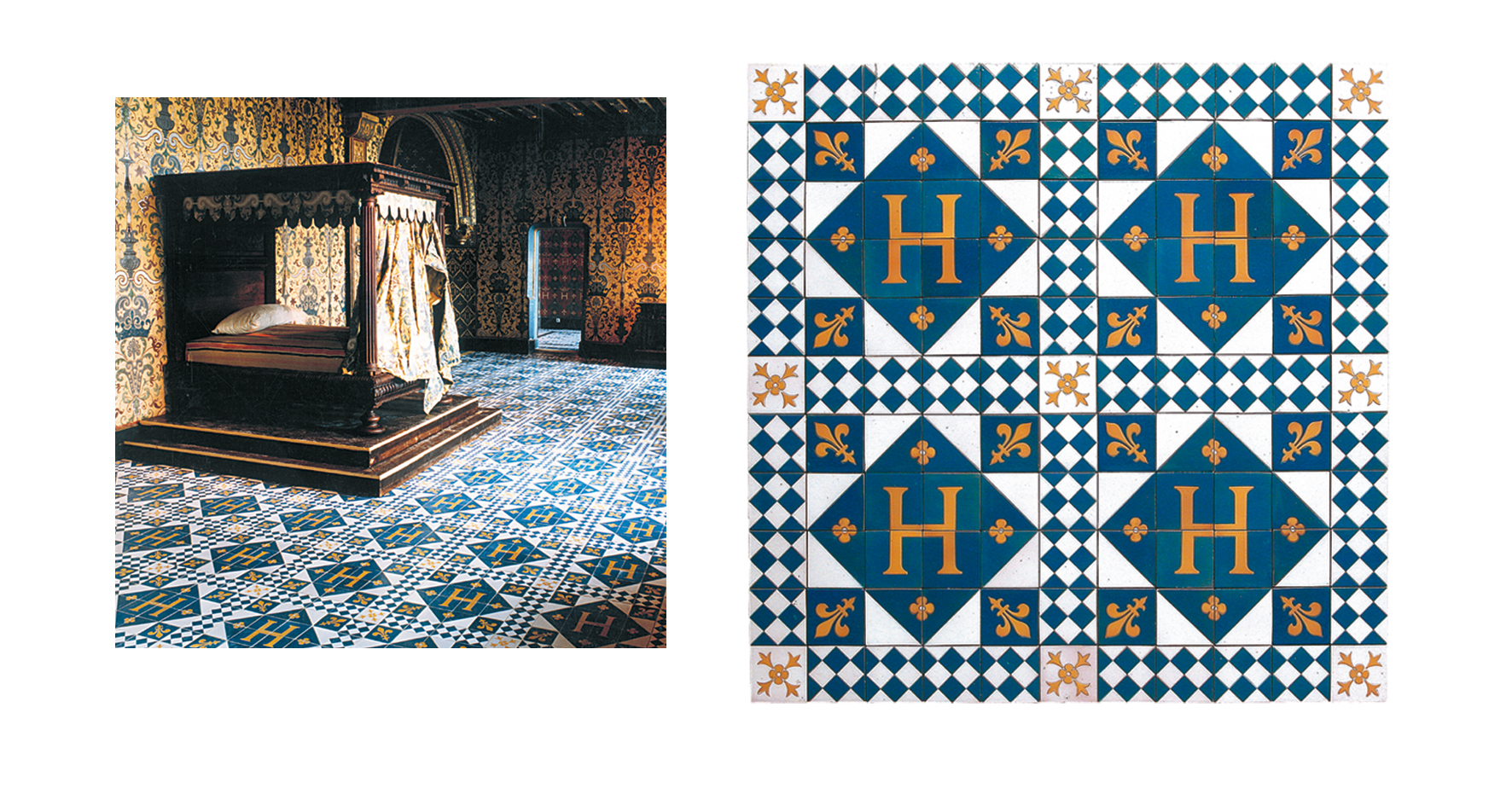
Restauration sol en céramique Château de Blois

- Le Grand-Hôtel du Cap Ferrat avec le cabinet MZA Michael Zander Architecture
- La rénovation du vieil Albi, avec les travaux de restauration du Musée Toulouse-Lautrec, du Palais de la Berbie, de la Cathédrale Sainte-Cécile d'Albi, des Moulins Albigeois
- Les remparts de Rabastens, l'Abbaye Saint-Michel à Gaillac, le Musée Ingres à Montauban
- Les piles du Pont Saint-Pierre à Toulouse, la Chartreuse de la Verne à Collobrières dans le Var[14]
- En tuiles vernissées, le Château de Castries près de Montpellier, la Debenham House à Londres...
- La restauration des sols en terre cuite, des murs en brique de nombreuses abbayes et châteaux : Abbaye de Sorèze, Abbaye Notre-Dame de Boscodon,  Abbaye de Sylvanès, Abbaye de Gellone, Château de Montaigut, de Coupiac, de Madières, de Taurines, de la Caze, de la Servayrie, de Pruines, de Brax, de Linxe, de Pervinquières, la Chapelle des Pénitents Bleus, la Chartreuse de Villeneuve-lès-Avignon, la Maison des Chevaliers à Pont-Saint-Esprit, la Collégiale Saint-Marcel à Barjols, la Citadelle de Saint-Tropez, le Château d'If à Marseille, la Cathédrale de Tulle
- Le sol de la maison Bonaparte à Ajaccio
- Le restaurant Quadri à Venise, agencé par Philippe Starck
- Les remparts gallo-romains du Mans, les remparts de Brouage et d'Entrevaux

On compte aussi parmi les réalisations :
- De nombreux hôtels réalisés par de grands noms de l'architecture comme l'Hôtel Ha(a)ïtza sur le Bassin d'Arcachon agencé par[15] Philippe Starck, le Monte-Carlo Bay Hotel & Resort agencé par Jacques Garcia
- Le Grand Hyatt Hotel à  Amman  en Jordanie
- Le Puy du Fou
- Le siège du Monde Diplomatique à Paris
- Le Musée de la Houille Blanche à Grenoble
- La Crèche l'Île Bleue à Ramatuelle[16]

De nombreuses réalisations à l'étranger comme la décoration murale des boutiques Godiva en Europe, aux États-Unis et en Asie, le Venetian Resort & Casino à Las Vegas, le Four Seasons Hotel à Macao, des décors muraux pour des villas de particuliers aux Émirats Arabes Unis, au Koweït, aux États-Unis...